# Raimon Guillem
Raimon Guillem o Guilhem (fl. XIII secolo) è stato un trovatore provenzale che fiorì verso la fine del XIII secolo.
Bartsch e Bertoni esortano a non confonderlo, come fa lo Chabaneau, con Guillem Raimon, il quale visse e operò agli albori dello stesso secolo. Entrambi arrivarono alla corte estense (e forse ciò può avere ingenerato confusione), ma a distanza di quasi un secolo l'uno dall'altro Raimon Guillem compose una tenzone, reperibile in un solo manoscritto, senza titolo, di due strofe (la prima di Raimon) insieme a Ferrarino, in onore dei signori d'Este.